# Focus 3
Focus 3 is het derde album van de Nederlandse rockband Focus. De lp werd uitgebracht in het jaar 1972. In 1988 volgde een heruitgave op cd.

## Musici
- Thijs van Leer — toetsinstrumenten, fluit, zang
- Jan Akkerman — gitaar, luit
- Bert Ruiter — basgitaar
- Pierre van der Linden — drums

## Tracklist
| Nr. | Titel                    | Duur |
| --- | ------------------------ | ---- |
| 1.  | Round goes the gossip... | 5:16 |
| 2.  | Love remembered          | 2:49 |
| 3.  | Sylvia                   | 3:32 |
| 4.  | Carnival fugue           | 6:02 |

| Nr. | Titel                                   | Duur  |
| --- | --------------------------------------- | ----- |
| 1.  | Focus III                               | 6:07  |
| 2.  | Answers? Questions! Questions? Answers! | 14:03 |

| Nr. | Titel                | Duur  |
| --- | -------------------- | ----- |
| 1.  | Anonymus II (Part 1) | 19:28 |

| Nr. | Titel                    | Duur |
| --- | ------------------------ | ---- |
| 1.  | Anonymus II (Conclusion) | 7:30 |
| 2.  | Elspeth of Nottingham    | 3:15 |
| 3.  | House of the king        | 2:23 |

| Nr. | Titel                                                                  | Duur  |
| --- | ---------------------------------------------------------------------- | ----- |
| 1.  | Round goes the gossip... (T. van Leer)                                 | 5:12  |
| 2.  | Love remembered (J. Akkerman)                                          | 2:49  |
| 3.  | Sylvia (T. van Leer)                                                   | 3:31  |
| 4.  | Carnival fugue (T. van Leer)                                           | 1:35  |
| 5.  | Focus III (T. van Leer)                                                | 4:33  |
| 6.  | Answers? Questions! Questions? Answers! (B. Ruiter, J. Akkerman)       | 19:54 |
| 7.  | Elspeth of Nottingham (J. Akkerman)                                    | 3:11  |
| 8.  | Anonymus II (Conclusion) (J. Akkerman, P. van der Linden, T. van Leer) | 26:20 |